# Râul Banciu
Râul Banciu este un curs de apă, afluent al râului Vânăta.